# Ярі Версхарен
Ярі Версхарен (фр. Yari Verschaeren, нар. 12 липня 2001, Антверпен) — бельгійський футболіст, півзахисник клубу «Андерлехт».

## Клубна кар'єра
Народився 12 липня 2001 року в місті Антверпен. Вихованець футбольної школи клубу «Андерлехт». 25 листопада 2018 року в матчі проти «Сент-Трюйдена» він дебютував у Жюпіле-лізі, у віці 17 років. У 2019 році був визнаний найкращим молодим гравцем чемпіонату Бельгії.

## Виступи за збірні
2017 року дебютував у складі юнацької збірної Бельгії, взяв участь у 6 іграх на юнацькому рівні. З командою до 17 років Версхарен взяв участь у юнацькому чемпіонаті Європи 2018 року в Англії. На турнірі він зіграв у матчах проти команд Боснії і Герцеговини та Данії, а команда стала півфіналістом змагання.
Влітку 2019 року Ярі був запрошений до молодіжної збірної для участі у чемпіонаті Європи серед молодіжних команд, який відбувся в Італії. У третьому матчі в групі проти Італії він відзначився голом на 79-й хвилині, проте його команда поступилася 1:3 і не вийшла з групи.

## Статистика виступів

### Статистика клубних виступів
| Сезон             | Команда           | Чемпіонат         | Чемпіонат | Чемпіонат | Національний кубок | Національний кубок | Національний кубок | Континентальні кубки | Континентальні кубки | Континентальні кубки | Інші змагання | Інші змагання | Інші змагання | Усього | Усього | Усього |
| Сезон             | Команда           | Ліга              | Ігор      | Голів     | Ліга               | Ігор               | Голів              | Ліга                 | Ігор                 | Голів                | Ліга          | Ігор          | Голів         | Ігор   | Голів  |        |
| ----------------- | ----------------- | ----------------- | --------- | --------- | ------------------ | ------------------ | ------------------ | -------------------- | -------------------- | -------------------- | ------------- | ------------- | ------------- | ------ | ------ | ------ |
| 2018–19           | «Андерлехт»       | ПЛ                | 21        | 2         | КБ                 | 0                  | 0                  | ЛЄ                   | 1                    | 0                    | СП            | 0             | 0             | 22     | 2      |        |
| Усього за кар'єру | Усього за кар'єру | Усього за кар'єру | 21        | 2         |                    | 0                  | 0                  |                      | 1                    | 0                    |               | 0             | 0             | 22     | 2      |        |